# Galliner (Fortuny)
Galliner és una pintura feta per Marià Fortuny i Marsal al voltant de 1864 i que es troba conservada actualment a la Biblioteca Museu Víctor Balaguer, amb el número de registre 1662 d'ençà que va ingressar el 1956, formant part de l'anomenat "Llegat 1956"; un conjunt d'obres provinents de la col·lecció Lluís Plandiura- Victòria González.

## Descripció

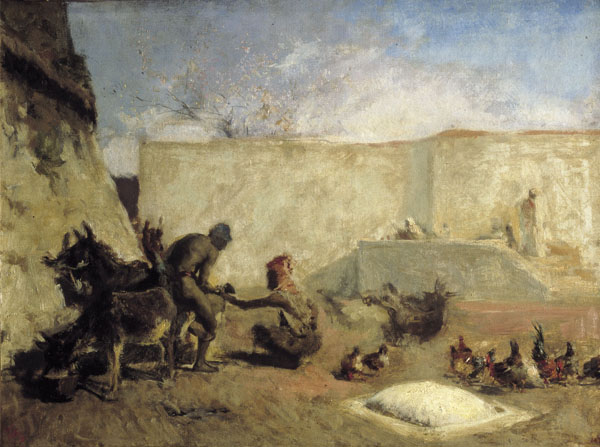
Ferrador marroquí, de Fortuny, conservat al Museu Nacional d'Art de Catalunya

La pintura representa un corral amb 6 gallines blanques menjant gra a terra. Al fons un carretó de fusta i un gibrell. Aquest quadre podria molt bé ser un estudi per a les gallines reproduïdes en l'oli Ferrador marroquí que figurava en la col·lecció Gustau Bauser.

## Inscripcions
- Es pot llegir Fortuny al marge inferior dret i al darrere Mariano Fortuny/12/1838-1874 i Simó Gómez/ 1848-1880